# Seer (Einheit)
Der Seer, auch Seira, Seyra, Ser, Ceer, Keer oder Kair, war eine Masseneinheit in Ostindien (hindi सेर oder सीर). Das Handelsgewicht wurde auch zum Wägen von Flüssigkeiten genommen. Das Maß variierte in den Regionen. Unter der ähnlichen Bezeichnung Seyra, Saira oder Seir war es ein Gewichtsmaß in Indien an der Koromandelküste, Pondichery und auf der Insel Hormus im Persischen Golf für Gold- und Silberwaren.
Gleiche Maßbeziehungen waren in Kalkutta, Madras, Surat (in der Präsidentschaft Bombay) und Bombay beim Handelsgewicht für diese
- 40 Seer = 1 MaonSeer aus Almora/Uttarakhand
- 800 Seer = 1 Candil/Candy

Die Abweichungen waren
- Kalkutta 1 Seer = 2 ½ Paloin

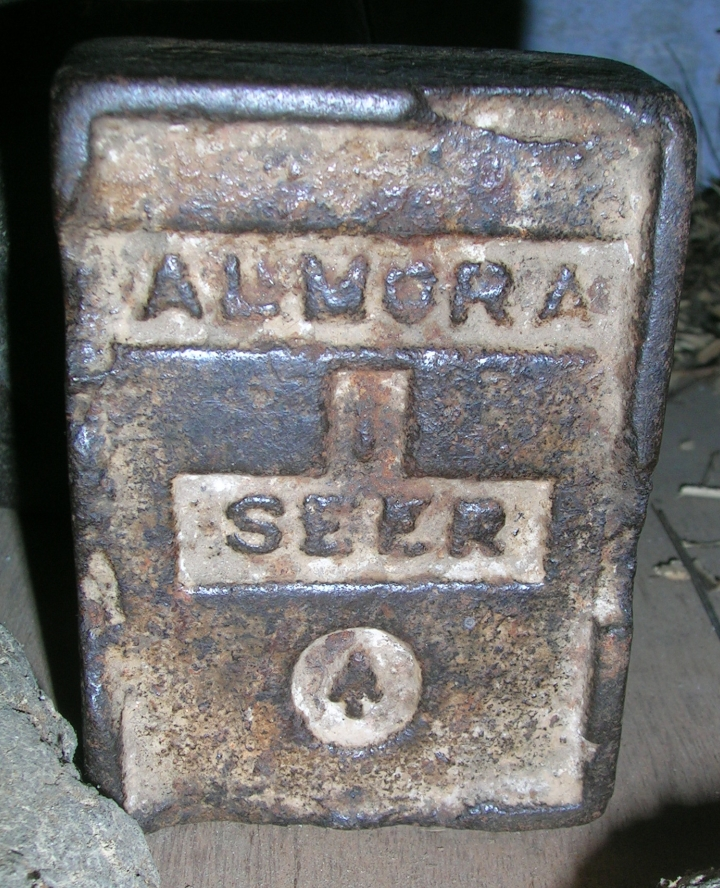
Seer aus Almora/Uttarakhand

- Kalkutta Flüssigkeiten 1 Seer = 4 Pice = 16 Chattak = 273 1/5 Gramm
- Madras 1 Seer = 283 ½ Liter
- Madras 5 Seer = 1 Bis/Vis
- Surat 1 Seer = 423 4/5 Liter (424,5605 Gramm[1])
- Surat Baumwolle 840 Seer = 1 Candil

Besonders im Getreidehandel gab es in Bombay zwei Möglichkeiten, da für Reis das Maß gesondert gerechnet wurde.
- Bombay 1 Seer = 2 Tipres/Tipprees
- Bombay entweder 4 Seer = 1 Adowlie oder 7 ½ Seer = 1 Adowlie
- Bombay entweder 8 Seer = 1 Parah oder 150 Seer = 1 Parah
- Bombay entweder 64 Seer = 1 Candy oder 600 Seer = 1 Candy
- Bombay 2400 Seer = 1 Morah
- Bombay Handelsgewicht 1 Seer = 30 Pices = 317 7/13 Gramm
- Pondichery 1 Seer = 271,94 Gramm[1]
  - 1 Polon = ⅛ Seer/Serre = 33,99 Gramm[2]